# Cnemophilus
Cnemophilus és un gènere d'ocells de la família dels Cnemofílids (Cnemophilidae).

## Taxonomia
Segons la Classificació del Congrés Ornitològic Internacional (versió 14.2, 2024) aquest gènere està format per dues espècies:
- Cnemophilus loriae - ocell setinat de Loria.
- Cnemophilus macgregorii - ocell setinat daurat.